# Thirteen (album av Megadeth)
Thirteen (skrivet TH1RT3EN på omslaget) är det trettonde studioalbumet av den amerikanska hårdrocksgruppen Megadeth, utgivet 1 november 2011 på Roadrunner Records. Albumet spelades in mellan maj och juni 2011 vid inspelningsstudion Vic's Garage i San Marcos, Kalifornien, under produktion av Johnny K. På albumet medverkar basisten och originalmedlemmen Dave Ellefson för första gången sedan The World Needs a Hero (2001).
Skivomlaget är formgivet av John Lorenzi, som även ansvarade för Megadeths två tidigare album, Endgame och United Abominations. På omslaget är I:et och det första E:et på ett kreativt vis ersatta av siffrorna 1 respektive 3. Albumet debuterade som 11:a på Billboard 200-listan i USA. Första singeln från albumet, "Sudden Death", gavs ut redan 28 september 2010, ursprungligen till TV-spelet Guitar Hero: Warriors of Rock.

## Låtlista
| Nr           | Titel                       | Text                 | Musik                                    | Längd |
| ------------ | --------------------------- | -------------------- | ---------------------------------------- | ----- |
| 1.           | Sudden Death                | Dave Mustaine        | Mustaine                                 | 5:09  |
| 2.           | Public Enemy No. 1          | Mustaine, Johnny K   | Mustaine, Johnny K                       | 4:15  |
| 3.           | Whose Life (Is It Anyways?) | Mustaine             | Mustaine                                 | 3:50  |
| 4.           | We the People               | Mustaine, Johnny K   | Mustaine, Johnny K                       | 4:33  |
| 5.           | Guns, Drugs, & Money        | Mustaine, Johnny K   | Mustaine, Johnny K                       | 4:19  |
| 6.           | Never Dead                  | Mustaine             | Mustaine                                 | 4:32  |
| 7.           | New World Order             | Mustaine, Nick Menza | Mustaine, David Ellefson, Marty Friedman | 3:56  |
| 8.           | Fast Lane                   | Mustaine, Johnny K   | Mustaine, Johnny K                       | 4:04  |
| 9.           | Black Swan                  | Mustaine             | Mustaine                                 | 4:10  |
| 10.          | Wrecker                     | Mustaine             | Mustaine                                 | 3:51  |
| 11.          | Millennium of the Blind     | Mustaine, Johnny K   | Mustaine, Friedman, Johnny K             | 4:15  |
| 12.          | Deadly Nightshade           | Mustaine             | Mustaine                                 | 4:55  |
| 13.          | 13                          | Mustaine, Johnny K   | Mustaine, Johnny K                       | 5:53  |
| Total längd: | Total längd:                | Total längd:         | Total längd:                             | 57:30 |

## Medverkande
Megadeth
- Dave Mustaine – sång, gitarr
- Chris Broderick – gitarr, bakgrundssång
- Dave Ellefson – bas, bakgrundssång
- Shawn Drover – trummor, slagverk, bakgrundssång

Gästmusiker
- Chris Rodriguez – bakgrundssång